# Tempeljski grič
Tempeljski grič (hebrejsko הַר הַבַּיִת, Har haBáyit = הַר הַמוריה, Har haMoria) je grič v Jeruzalemu v Izraelu. V judovstvu predstavlja verski kraj, na katerem sta stala dva templja. Po judovskem prepričanju je bil tu rojen Adam, tu sta žrtvovala darove Bogu Kajn in Abel, in tudi Abraham naj bi tu ponudil sina Izaka kot žrtev.